# Agha Bozorgmoskee
De Agha Bozorgmoskee (Perzisch: مسجد آقا بزرگ, Masjed-e Bozorg Āghā) is een historische moskee in Kashan (Iran). De moskee is in de late 18e eeuw gebouwd door meester-mimar Ustad Haj Sa'ban-ali. De moskee en de madrassa zijn gelegen in het centrum van Kashan. De moskee is gebouwd voor moellah Mahdi Naraghi II, ook wel Āghā Bozorgh genoemd.
De moskee heeft twee grote iwans, één aan de voorkant van de mihrab en de andere bij de ingang. De binnenplaats heeft een tweede, diepergelegen binnenplaats met een tuin met bomen en een fontein. Rondom de binnenplaats zijn arcaden. De iwan bij de mihrab heeft twee minaretten en een bakstenen koepel. De kleuren van de arcaden zijn beperkt tot blauw, rood of geel tegen een bakstenen achtergrond. Het was hier dat Ustad Ali Maryam als leerling begon aan zijn carrière als een briljante architect.